# Bureau Veritas
Bureau Veritas (BV) – francuskie towarzystwo klasyfikacyjne z siedzibą centrali w Paryżu, powstałe w 1828 roku w Antwerpii pod nazwą Bureau de Renseignement pour les Assurances Maritimes.
W roku 1851 BV wydało pierwsze przepisy klasyfikacyjne dot. statków drewnianych, a w roku 1858 – statków żelaznych. Przepisy dla statków stalowych wprowadzono w roku 1883. Bureau Veritas było jednym z dwóch pierwszych towarzystw klasyfikacyjnych i dlatego początkowo obejmowało swoją działalnością floty: francuską, belgijską, holenderską, duńską, niemiecką, a także rosyjską, szwedzką i fińską.
BV wypracowało własny system klasyfikacji statków polegający na określeniu rodzaju żeglugi, do jakiej statek się nadaje, oraz stopnia zaufania do statku. Stopień ten był zależny od rodzaju konstrukcji, jakości materiałów, wieku jednostki, liczby i rodzajów doświadczonych wypadków oraz stanu technicznego.
Od roku 1923 BV prowadzi nadzór także nad samolotami, a obecnie również samochodami, reaktorami jądrowymi, urządzeniami przemysłowymi.
Bureau Veritas jest członkiem IACS, zatrudnia ponad 20 500 pracowników, posiada ok. 600 placówek (w tym laboratoriów) na całym świecie.